# Misiunea Națiunilor Unite în Sudanul de Sud
Misiunea Națiunilor Unite în Sudanul de Sud, cunoscută și după acronimele MINUSS sau UNMISS, este o misiune de menținere a păcii a Organizației Națiunilor Unite, devenită independentă la 9 iulie 2011.